# Нурлин, Густав
Аксель Густав Нурлин (швед. Axel Gustaf Norlin; род. 9 января 1997, Лидчёпинг, Скараборг) — шведский футболист, полузащитник клуба «Гётеборг».

## Клубная карьера
Футболом начал заниматься в клубе «Хеймер», после чего перешёл в школу главного клуба своего родного города — «Лидчёпинг». Выступал за юношеские команды академии различных возрастов. С 2015 года стал привлекаться к тренировкам с основной командой. В её составе дебютировал 12 апреля 2014 года в домашнем матче второго шведского дивизиона с «Греббестадом». Нурлин вышел в стартовом составе и провёл на поле 82 минуты. В следующем сезона в матче с тем же «Греббестадом» забил свой первый мяч, чем помог своей команде обыграть соперника. В общей сложности за четыре сезона, проведённые в клубе, Густав принял участие в 77 матчах, в которых отличился восемь раз.
2 марта 2018 года перешёл в «Шёвде», выступавший в первом дивизионе. Первую игру в футболке нового клуба провёл 7 апреля 2018 года против «Энгельсхольма», выйдя в середине второго тайма вместо Эмиля Эрикссона. Первым забитым мячом отметился 5 мая в ворота «Утсиктена», поучаствовав в разгроме соперника 4:0.
11 июля 2019 года подписал контракт с «Варбергом», который начинал действовать с января 2020 года. По итогам сезона «чёрно-зелёные» заняли второе место в турнирной таблице Суперэттана и завоевали право выступать в Аллсвенскане. 15 июня в матче первого тура с «Хельснгборгом» Нурлин дебютировал в чемпионате Швеции, выйдя на игру в стартовом составе. На 62-й минуте встречи он замкнул передачу Астрита Сельмани, отправив мяч в сетку ворот, чем оформил разгром соперника со счётом 4:0.
В начале февраля 2021 года перешёл в «Гётеборг», подписав с командой четырёхлетний контракт. Первую игру за «сине-белых» провёл 20 февраля в матче группового этапа кубка Швеции с «Сандвикеном». Нурлин вышел в стартовом составе, а на 83-й минуте был заменён на Йеспера Толинссона.

## Клубная статистика
| Выступление      | Выступление      | Выступление      | Лига | Лига | Кубки | Кубки | Конт. кубки | Конт. кубки | Итого | Итого |
| Клуб             | Лига             | Сезон            | Игры | Голы | Игры  | Голы  | Игры        | Голы        | Игры  | Голы  |
| ---------------- | ---------------- | ---------------- | ---- | ---- | ----- | ----- | ----------- | ----------- | ----- | ----- |
| Лидчёпинг        | Дивизион 2       | 2014             | 17   | 0    | 0     | 0     | 0           | 0           | 17    | 0     |
| Лидчёпинг        | Дивизион 2       | 2015             | 17   | 2    | 0     | 0     | 0           | 0           | 17    | 2     |
| Лидчёпинг        | Дивизион 2       | 2016             | 17   | 1    | 2     | 0     | 0           | 0           | 19    | 1     |
| Лидчёпинг        | Дивизион 2       | 2017             | 24   | 5    | 0     | 0     | 0           | 0           | 24    | 5     |
| Лидчёпинг        | Итого            | Итого            | 75   | 8    | 2     | 0     | 0           | 0           | 77    | 8     |
| Шёвде            | Дивизион 1       | 2018             | 26   | 3    | 2     | 0     | 0           | 0           | 28    | 3     |
| Шёвде            | Дивизион 1       | 2019             | 29   | 6    | 1     | 0     | 0           | 0           | 30    | 6     |
| Шёвде            | Итого            | Итого            | 55   | 9    | 3     | 0     | 0           | 0           | 58    | 9     |
| Варберг          | Аллсвенскан      | 2020             | 28   | 5    | 4     | 1     | 0           | 0           | 32    | 6     |
| Варберг          | Итого            | Итого            | 28   | 5    | 4     | 1     | 0           | 0           | 32    | 6     |
| Гётеборг         | Аллсвенскан      | 2021             | 22   | 0    | 4     | 1     | 0           | 0           | 26    | 1     |
| Гётеборг         | Итого            | Итого            | 22   | 0    | 4     | 1     | 0           | 0           | 26    | 1     |
| Всего за карьеру | Всего за карьеру | Всего за карьеру | 180  | 22   | 13    | 1     | 0           | 0           | 193   | 23    |